# Anders Reimers
Anders Reimers, född 1 januari 1727 i Norrköping, död 5 september 1816 i Sankt Nikolai församling, Stockholms stad, var rådman, riksdagsman och grosshandlare i Stockholm. Ön Reimersholme har fått sitt namn efter honom.

## Biografi
Anders Reimers föddes i Norrköping och kom 1744 som sjuttonåring till Stockholm. Där började han utbilda sig under åtta år till hattstofferare, han var kunnig i allt som hörde till herrekipering.  Reimers var förmodligen en driftig person med stora kunskaper för han blev i rask följd rådman, riksdagsman samt ledamot och direktör för ett stort antal offentliga institutioner och inrättningar.
Som grosshandlare och direktör för spinnhuset på Långholmen hade han en god ekonomi och 1784 köpte han en gård på Räkneholmen, som ön Reimersholme hette ursprungligen. Egendomen gjorde han om till en förnämlig malmgård med herrgård, uthus, engelsk park och trädgård. I samband med en fest 24 juni 1798 döptes malmgården till Reimersholm och en minnessten över Reimers gärning på ön restes av goda vänner. Reimers var gift två gånger och han hade nio barn i båda äktenskap, två av barnen dog dock i späd ålder och fyra senare.

## Bilder

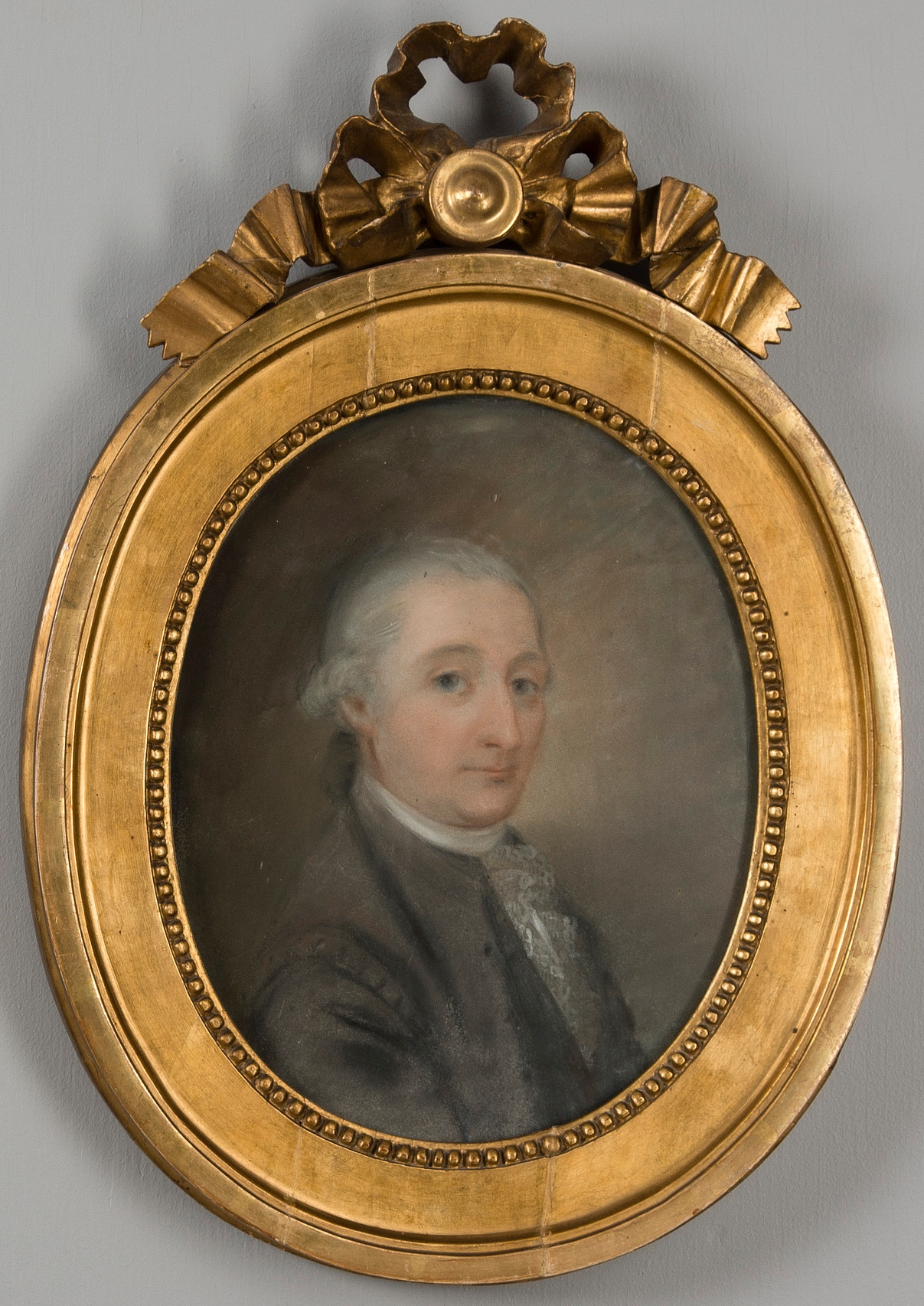
Anders Reimers avporträtterad iklädd Nationella dräkten på en målning från 1780-talet av Jonas Forsslund.
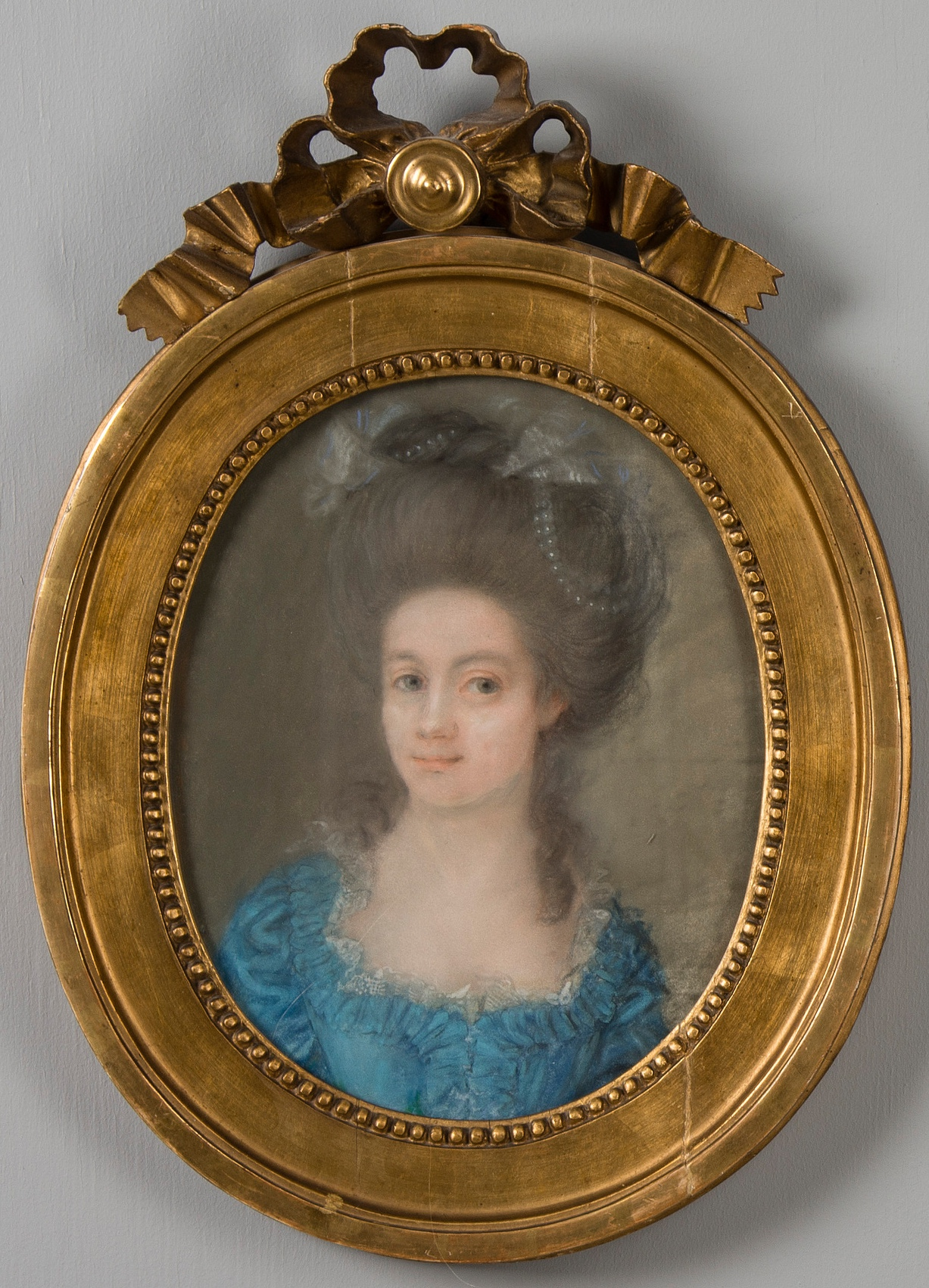
Reimers andra hustru, Hedvig Sophia Fahlborg (1739-1785).
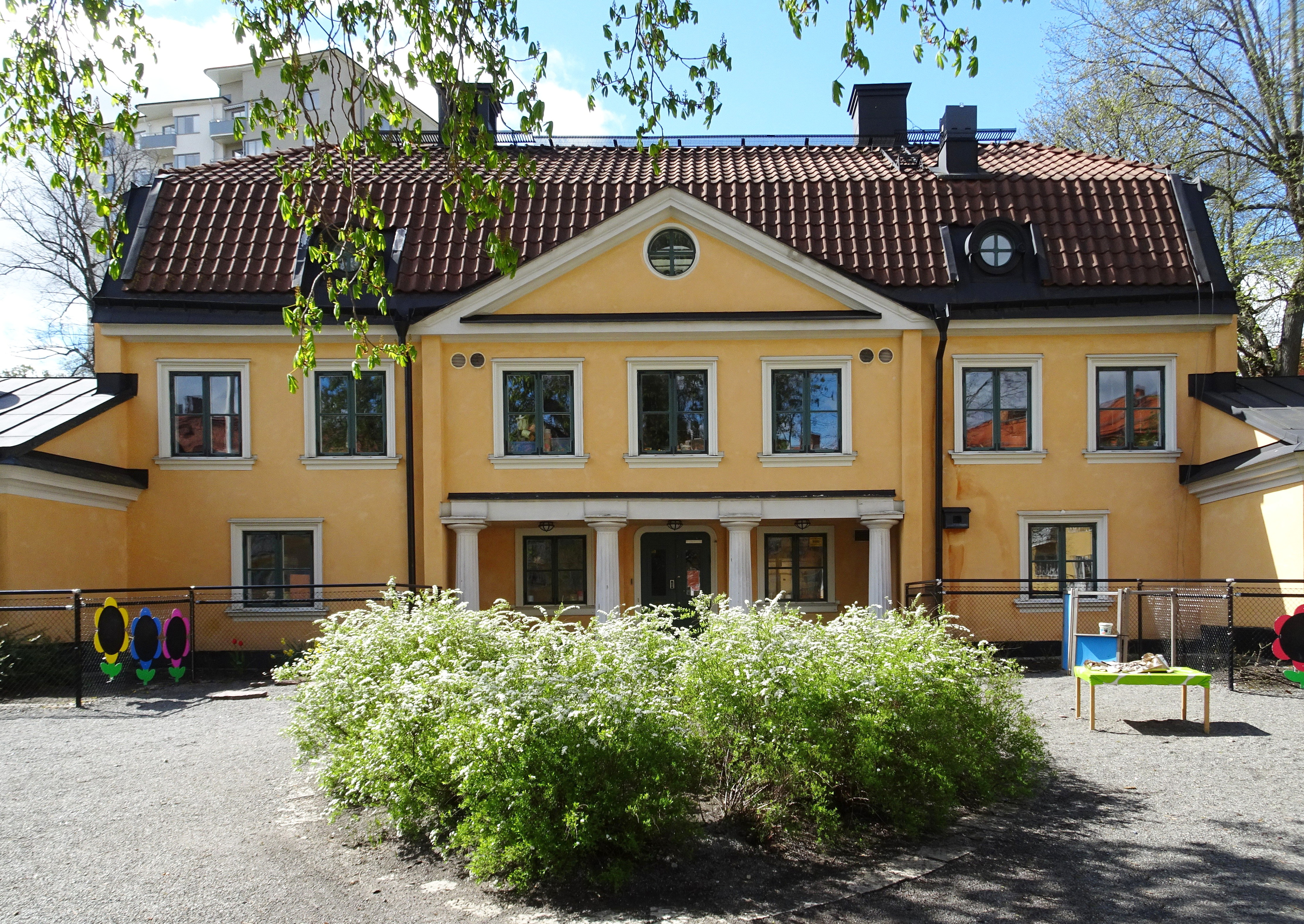
Reimers malmgård 2020.